# Japan Football League 1992
Die Japan Football League 1992 war die erste Spielzeit der neugegründeten Japan Football League, einer Liga auf der zweiten und dritten Stufe der japanischen Fußball-Ligenhierarchie. An ihr nahmen insgesamt zwanzig Vereine teil. Durch den Wechsel des Spieljahres vom Herbst-Frühjahr-Rhythmus auf das Kalenderjahr zur Saison 1993 hatte diese Spielzeit den Charakter einer Übergangsspielzeit. Dies wurde vor allen Dingen dadurch deutlich, dass es noch keine Aufsteiger in die neugegründete J. League gab, da diese erst im Folgejahr ihren Spielbetrieb aufnehmen sollte.
Erster Meister der neuen Spielklasse wurde Yamaha vor Hitachi. Absteiger aus der Division 1 in die Division 2 zur Saison 1993 waren Honda Motors und NKK, Chūō Bōhan und Kyōto Shiko Club stiegen von der Division 2 in die Division 1 auf. Die Liga in Richtung Regionalliga verlassen mussten Tanabe Pharmaceutical und Ōsaka Gas.

## Modus
Die zwanzig Mannschaften teilten sich in zwei Divisionen zu je zehn Teams auf. Jede Division spielte ein einfaches Doppelrundenturnier, sodass jeder Verein insgesamt 18 Spiele absolvieren musste. Für einen Sieg gab es drei Punkte, für ein Unentschieden erhielt jede Mannschaft einen Zähler. Die Tabelle wurde nach den folgenden Kriterien erstellt:
1. Anzahl der erzielten Punkte
2. Tordifferenz
3. Erzielte Tore
4. Ergebnisse der Spiele untereinander
5. Entscheidungsspiel oder Münzwurf

Die beste Mannschaft der Division 1 errang den Meistertitel. Zwischen den beiden Divisionen wurden am Ende der Saison je zwei Mannschaften ausgetauscht. Schließlich stiegen die beiden schlechtesten Mannschaften der Division 2 in die entsprechende Regionalliga ab.

## Teilnehmer
Im japanischen Fußball fanden nach Ende der Saison 1991/92 grundlegende Veränderungen in der Strukturierung des Ligaspielbetriebes statt. Bis zu diesem Zeitpunkt nahmen ausschließlich Firmenmannschaften am Spielbetrieb insbesondere der höchsten Ligen teil, die zudem durchgängig Amateurstatus besaßen. Dies änderte sich mit der Einführung der professionellen J. League zur Saison 1993, in die neun Mannschaften aus der Japan Soccer League 1991/92 sowie der neu gegründete Verein Shimizu S-Pulse aufgenommen wurden. Die übrigen Mannschaften der beiden Japan-Soccer-League-Divisionen wurden in die Japan Football League überführt, davon ausgenommen war lediglich die zweite Mannschaft des Yomiuri SC, die mit der unter dem Namen Verdy Kawasaki in die J. League aufgenommenen ersten Mannschaft zusammengelegt wurde.
Die besten zehn Mannschaften beider Divisionen, die keine J.-League-Zulassung erhalten hatten, bildeten die Division 1.
| Verein                | Stadt/Region                       | Trägerbetrieb         | Platzierung JSL 1991/92 |
| --------------------- | ---------------------------------- | --------------------- | ----------------------- |
| Fujita                | Hiratsuka, Kanagawa und Tokio      | Fujita Industries     | D2, 1.                  |
| Fujitsu               | Kawasaki, Kanagawa                 | Fujitsu               | D2, 5.                  |
| Hitachi               | Kashiwa, Chiba                     | Hitachi               | D1, 9.                  |
| Honda Motors          | Hamamatsu, Shizuoka                | Honda                 | D1, 10.                 |
| NKK                   | Kawasaki, Kanagawa                 | Nihon Kokan           | D2, 4.                  |
| Ōtsuka Pharmaceutical | Tokushima, Tokushima               | Ōtsuka Pharmaceutical | D2, 6.                  |
| Tōkyō Gas             | Tokio                              | Tōkyō Gas             | D2, 7.                  |
| Toshiba               | Kawasaki, Kanagawa                 | Toshiba               | D1, 4.                  |
| Yamaha                | Iwata, Shizuoka                    | Yamaha Motor          | D1, 3.                  |
| Yanmar Diesel         | Präfekturen Hyōgo, Osaka und Shiga | Yanmar                | D2, 3.                  |

Die übriggebliebenen acht Teams formten zusammen mit den beiden besten Mannschaften der Regionalliga-Finalrunde die Division 2.
| Verein                 | Stadt/Region        | Trägerbetrieb                  | Platzierung Liga 1991/92 |
| ---------------------- | ------------------- | ------------------------------ | ------------------------ |
| Chūō Bōhan             | Fujieda, Shizuoka   | Chūō Bōhan                     | D2, 12.                  |
| Cosmo Oil Yokkaichi FC | Yokkaichi, Mie      | Cosmo Oil                      | D2, 11.                  |
| Kawasaki Steel         | Kurashiki, Okayama  | Kawasaki Steel                 | D2, 8.                   |
| Kofu Soccer Club       | Kofu, Yamanashi     | —                              | D2, 10.                  |
| Kyōto Shiko Club       | Kyōto, Kyōto        | —                              | D2, 14.                  |
| NTT Kantō              | Präfektur Saitama   | Nippon Telegraph and Telephone | D2, 9.                   |
| Ōsaka Gas              | Präfektur Osaka     | Ōsaka Gas                      | Kansai-RL                |
| Seinō Transportation   | Präfektur Gifu      | Seinō Transportation           | Kantō-RL                 |
| Tanabe Pharmaceutical  | Osaka, Osaka        | Tanabe Pharmaceutical          | D2, 15.                  |
| Toho Titanium          | Chigasaki, Kanagawa | Toho Titanium                  | D2, 13.                  |

## Statistiken

### Abschlusstabelle Division 1
| Pl.                    | Verein                | Sp. | S  | U | N  | Tore    | Diff. | Punkte |
| ---------------------- | --------------------- | --- | -- | - | -- | ------- | ----- | ------ |
| 1.                     | Yamaha                | 18  | 13 | 5 | 0  | 037:600 | +31   | 44     |
| 2.                     | Hitachi               | 18  | 12 | 4 | 2  | 037:190 | +18   | 40     |
| 3.                     | Fujita                | 18  | 9  | 4 | 5  | 037:220 | +15   | 31     |
| 4.                     | Yanmar Diesel         | 18  | 7  | 3 | 8  | 023:190 | +4    | 24     |
| 5.                     | Toshiba               | 18  | 6  | 5 | 7  | 030:290 | +1    | 23     |
| 6.                     | Fujitsu               | 18  | 5  | 5 | 8  | 019:270 | −8    | 20     |
| 7.                     | Tokyo Gas             | 18  | 5  | 5 | 8  | 022:340 | −12   | 20     |
| 8.                     | Ōtsuka Pharmaceutical | 18  | 4  | 6 | 8  | 017:290 | −12   | 18     |
| 9.                     | Honda Motors          | 18  | 4  | 4 | 10 | 019:360 | −17   | 16     |
| 10.                    | NKK                   | 18  | 2  | 5 | 11 | 012:320 | −20   | 11     |
| Stand: Ende der Saison |                       |     |    |   |    |         |       |        |

### Abschlusstabelle Division 2
| Pl.                    | Verein                   | Sp. | S  | U | N  | Tore    | Diff. | Punkte |
| ---------------------- | ------------------------ | --- | -- | - | -- | ------- | ----- | ------ |
| 1.                     | Chūō Bōhan               | 18  | 12 | 2 | 4  | 046:210 | +25   | 38     |
| 2.                     | Kyōto Shiko Club         | 18  | 11 | 4 | 3  | 039:170 | +22   | 37     |
| 3.                     | Kawasaki Steel           | 18  | 11 | 2 | 5  | 032:170 | +15   | 35     |
| 4.                     | Cosmo Oil                | 18  | 9  | 3 | 6  | 026:210 | +5    | 30     |
| 5.                     | Kofu Soccer Club         | 18  | 9  | 1 | 8  | 026:290 | −3    | 28     |
| 6.                     | NTT Kantō                | 18  | 5  | 7 | 6  | 024:200 | +4    | 22     |
| 7.                     | Seinō Transportation (N) | 18  | 4  | 7 | 7  | 020:290 | −9    | 19     |
| 8.                     | Toho Titanium            | 18  | 2  | 8 | 8  | 009:190 | −10   | 14     |
| 9.                     | Tanabe Pharmaceutical    | 18  | 3  | 5 | 10 | 017:320 | −15   | 14     |
| 10.                    | Ōsaka Gas (N)            | 18  | 3  | 3 | 12 | 014:480 | −34   | 12     |
| Stand: Ende der Saison |                          |     |    |   |    |         |       |        |

| (N) | Aufsteiger aus der Regionalliga 1992: Ōsaka Gas, Seinō Transportation |